# Nemopilema nomurai
Espèce
Nemopilema nomurai, appelée aussi méduse de Nomura (en hommage à Kan'ichi Nomura, directeur de la station de pêche de la préfecture de Fukui où un spécimen a été découvert) est une méduse géante atteignant 2 m et 220 kg, qu'on trouve notamment en mer du Japon où elle connaît depuis août 2005 une spectaculaire pullulation, qui la fait considérer par certains comme une espèce localement invasive.

## Description
C'est une des plus grandes méduses connues, d'une taille proche de la méduse Cyanea capillata, le plus grand cnidaire connu dans le monde qui mesure jusqu'à 2,3 m de diamètre. La couleur du corps est bleuté translucide et les tentacules sous-jacents sont jaunâtres chez les individus jeunes, brunâtres quand ils sont plus âgés.

## Écologie

### Reproduction
La méduse de Nomura vit dans les eaux marines de Chine et du Japon. Les principaux lieux de reproduction sont situés en mer Jaune et en mer de Bohai. Une partie d'entre elles se déplacent vers la mer du Japon et certaines traversent le détroit de Tsugaru vers l'océan Pacifique.
Les œufs, une fois fécondés, produisent de petits animalcules qui se laissent emporter par le courant, puis coulent pour s’accrocher aux roches et aux formations de corail. Plus tard, quand les conditions seront favorables, ces créatures se détacheront de leur support par millions et deviendront peu à peu — pour celles qui auront échappé à leurs prédateurs — de grosses méduses dont certaines atteindront et dépasseront les deux mètres de diamètre.
Le polype de cette espèce a aussi la particularité de pouvoir se dédoubler une fois fixé, ce qui explique aussi leur pullulation.
En 2008, son écologie est encore mal connue. Des balises sont attachées à ces méduses pour mieux connaître leurs cycles de vie et leurs déplacements.

### Prédateurs
Son plus important prédateur connu est Stephanolepis cirrhifer.

## Développement de la population
Les grandes pullulations semblent toutes récentes, et devenues évidentes parce que spectaculaires :
- En 1958 avec un premier pic inhabituel de populations de ces méduses ;
- En 1995 avec un second pic ;
- À partir de la fin août 2005, quand des pêcheurs japonais de Calmars, anchois, saumons et sérioles japonaise ont commencé à trouver des centaines, voire jusqu’à environ un millier de ces méduses dans leurs filets ;
- En 2009, un chalutier jaugeant 10 tonnes, le Shinsho Diasan-Maru, a chaviré au large de Chiba sur la baie de Tokyo quand son équipage de trois hommes a tenté de ramener un filet contenant des dizaines de méduses de Nomura. Les trois pêcheurs ont été secourus par un autre chalutier[3].

Les zones les plus touchées par ces pullulations de méduses sont la côte chinoise de la mer du Japon (mer de l'Est) et les eaux littorales des préfectures de Fukui et de Shimane, à l’ouest du Japon. La densité en méduses est signalée comme étant jusqu’à « une centaine de fois plus élevée que la normale ». Les causes de prolifération seraient l'urbanisation qui leur aurait créé de multiples supports sur lesquels se fixent leurs polypes (pont, digue, brise-lames).

## Impacts

### Sur l'Homme
Peu de dégâts corporels par piqûre pour l'Homme sont rapportés. Néanmoins, les recherches récentes ont montré que la toxicité de son venin était plus forte qu'on avait pensé, et certains cas se sont révélés mortels chez des individus fragiles à cause d'un choc anaphylactique.
Par précaution, les pêcheurs locaux (personnes les plus exposées à des piqûres) portent des lunettes et une combinaison de protection.
- Les tonnes de méduses accumulées dans les filets les déchirent souvent. Elles y endommagent et empoisonnent les poissons capturés, qui perdent alors de leur valeur commerciale.
- Elles perturbent le prélèvement d'eau des centrales électriques.

### Sur l'éco-système
La surpopulation de méduse entraîne une mortalité accrue des poissons, parce qu’elles  attaquent les œufs ainsi que les jeunes poissons.

### Causes
Plusieurs théories, probablement complémentaires, ont été proposées pour expliquer l'accroissement démographique anormal de cette espèce :
- L’augmentation des rejets portuaires et estuariens de la Chine s’est fortement accrue, entraînant une augmentation de la turbidité de l’eau qui pourrait défavoriser les prédateurs des méduses et favoriser leur démographie ;
- L’intensification de l’agriculture chinoise et de l’industrie est une source importante de nutriments (nitrates, phosphates) apportés en mer susceptible de créer des zones mortes et des pullulations de plancton et de méduses ;
- La surexploitation des eaux chinoises par la pêche a également réduit les populations des prédateurs naturels des méduses (et surtout de leurs larves quand elles font encore partie du zooplancton) ;
- Les inondations qui entraînent de plus en plus de limons pourraient être en cause aussi, de même, estiment certains, que le nouveau barrage des Trois Gorges sur le fleuve Yangtze, qui aurait accru la quantité de phosphore et d'azote exportée au large de la Chine par le fleuve, créant un milieu idéal pour la méduse de Nomura ;
- Le réchauffement de l’eau, à la suite des changements climatiques planétaires, pourrait aussi en être une des causes.
- Une légère augmentation de l’acidification des océans pourrait aussi favoriser la survie des méduses par rapport à d’autres organismes nécessitant un squelette minéral externe ou interne.

### Lutte
La lutte contre ces méduses est quasiment impossible car, lorsqu'elles se sentent menacées ou même quand elles sont tuées, elles libèrent des milliards de spermatozoïdes et d’œufs immédiatement fécondés. Les autorités locales ont un temps installé des filets de protection pour les capturer et les tuer. Mais les résultats se sont révélés médiocres, les méduses tuées ayant libéré spermatozoïdes et œufs ; ajouté aux spécificités de son polype (voir plus haut), ce phénomène entraîne en définitive un accroissement de la population.

## Usages
Plusieurs tentatives sont faites pour utiliser la méduse comme ressource de biomasse ou de molécules industriellement ou alimentairement intéressantes :
- Les collectivités côtières japonaises tentent de promouvoir la méduse comme une nouveauté alimentaire (elle est vendue séchée et salée). Des étudiants d'Obama (préfecture de Fukui) ont réussi à les transformer en une sorte de tofu, et le collagène des méduses est vendu et présenté comme étant bon pour la peau ;
- Des chercheurs ont réussi à extraire de la mucine de cette espèce, en quantités qui pourraient être commercialement intéressantes[5].

## Autres noms
- Ōgata-kurage (大型クラゲ) ou echizen-kurage (エチゼンクラゲ) pour les Japonais ;
- Nomura's Jellyfish pour les anglophones ;
- Méduse géante, ou « méduse de Nomura » pour les francophones.